# 汽化燈
汽化燈主要是燃燒蒸氣態的燃料，並且加熱含有二氧化钍的燈蕊來發光，廣泛應用於19世紀初期，領域跨足工業、民生、航空、交通及鐵路等。
汽化燈不同於煤油燈，主要差別為煤油燈是以液態的燃料來燃燒，而汽化燈燃燒前，必須要將液態的燃料加熱氣化為蒸氣態再燃燒。
汽化燈主要依燃料來分，有煤油與石腦油與去漬油與酒精，但都必須經由汽化成蒸氣，才能稱為汽化燈。
1920年代汽化燈因為高亮度被廣泛使用在燈塔上。